# Pisidia bluteli
Pisidia bluteli is een tienpotigensoort uit de familie van de Porcellanidae. De wetenschappelijke naam van de soort is voor het eerst geldig gepubliceerd in 1816 door Risso.